# Kepallo
Kepallo (auch Kapalla) ist eine Ortschaft im Departamento Potosí im Hochland des südamerikanischen Andenstaates Bolivien.

## Lage im Nahraum
Kepallo ist der zweitgrößte Ort des Kanton Puna im Municipio Puna in der Provinz José María Linares. Die Ortschaft liegt auf einer Höhe von 3254 m an einem nur periodisch Wasser führenden rechten Nebenfluss des nach Norden fließenden Río Calala, der über den Río Mataca zum Río Pilcomayo fließt, dem längsten Nebenfluss des Río Paraguay. 

## Geographie
Kepallo liegt am südlichen Ende der Anden-Gebirgskette der Cordillera Central. Das Klima der Region ist ein typisches Tageszeitenklima, bei dem die mittleren Temperaturunterschiede im Tagesverlauf deutlicher ausfallen als im Jahresverlauf.
Die Jahresdurchschnittstemperatur in der Region beträgt etwa 17 °C (siehe Klimadiagramm Betanzos), die Monatswerte schwanken nur unwesentlich zwischen 14 °C im Juni/Juli und 19 °C von November bis Januar. Die jährliche Niederschlagsmenge liegt bei knapp 500 mm, die Monate Mai bis September sind arid mit Monatswerten unter 15 mm, nur im Januar wird ein Niederschlag von 100 mm erreicht.

## Verkehrsnetz
Kepallo liegt in einer Entfernung von 86 Straßenkilometern südöstlich von Potosí, der Hauptstadt des Departamentos.
Von Potosí aus führt die insgesamt 1215 Kilometer lange asphaltierte Nationalstraße Ruta 1 nach Süden über Cuchu Ingenio und Tres Cruces vorbei an Vilamani und weiter nach Tarija und Bermejo an der argentinischen Grenze.
Zwei Kilometer südöstlich von Villamani zweigt eine unbefestigte Landstraße in nordöstlicher Richtung von der Ruta 1 ab und erreicht nach zwölf Kilometern Kepallo.

## Bevölkerung
Die Einwohnerzahl der Ortschaft ist in dem Jahrzehnt zwischen den beiden letzten Volkszählungen leicht zurückgegangen:
| Jahr | Einwohner         | Quelle       |
| ---- | ----------------- | ------------ |
| 1992 | keine Detaildaten | Volkszählung |
| 2001 | 984               | Volkszählung |
| 2012 | 943               | Volkszählung |
| 2024 |                   | Volkszählung |

Die Region weist einen hohen Anteil an Quechua-Bevölkerung auf, im Municipio Puna sprechen 99 Prozent der Bevölkerung Quechua.